# Krkovo pri Karlovici
Krkovo pri Karlovici je naselje v Občini Velike Lašče.